# Delia hirticrura
Delia hirticrura är en tvåvingeart som först beskrevs av Camillo Rondani 1871.  Delia hirticrura ingår i släktet Delia och familjen blomsterflugor. Inga underarter finns listade i Catalogue of Life.